# Æolsharpe
Æolsharpe (eller Vindharpe) er et musikinstrument, der består af en klangkrop med udspændte strenge af forskellig tykkelse. En æolsharpe anbringes i almindelighed i det fri og frembringer akkorder, når vinden stryger langs strengene.
Navnet æolsharpe hentyder til Aiolos vindenes gud.
En uønsket vindharpeeffekt er at en flagstangs flagsnor klaprer mod flagstangen når det blæser. Dette kan modvirkes ved at køre snoren rundt om flagstangen nogle gange før den bindes fast.
En anden uønsket vindharpeeffekt var, da den gamle Tacoma Narrows-bro i 1940 blev blæst i stykker af inducerede brosvingninger.